# O Nordés
O Nordés é uma série galega de ficção emitida pela TVG durante a temporada 2009-10. Desenvolve-se na redação dum modesto jornal da cidade de Vigo. Estreou-se em 17 de setembro de 2009.

## Argumento
A série narra os casos profissionais e os conflitos de relação que se dão na redação d'O Nordés, um jornal modesto e centenário da cidade de Vigo. Os seus protagonistas são os jornalistas. Cada capítulo estrutura-se em função da rotina laboral de cada jornada, desde a primeira reunião matinal do conselho de redação até os leitores o receberem o jornal à primeira hora da manhã do dia seguinte.
A empresa familiar que dirige O Nordés passa por um mal momento económico e sofre pressões por parte dum comprador para se fazer com o seu controlo. Contudo, para além do jornal e dos jornalistas, as principais histórias que se narram na série são as que surgem dos casos que dia após dia tratam os profissionais da informação: sucessos, temas de actualidade e de interesse humano.

## Reparto

### Principal
- Mabel Rivera (Amélia, editora e proprietária, viúva de Alfredo Canido)
- Xosé Manuel Olveira "Pico" (Horácio Oliveira, diretor)
- Monti Castiñeiras (Mateu Rua, subdiretor)
- Ledicia Sola (Eva Mouzo, redatora chefe de local)
- Olalla Salgado (Álex Lopes, redatora)
- Víctor Fábregas (António Esteiro, redator de desportos)
- Evaristo Calvo (Hermida, redator chefe de economia)
- Marián Bañobre (Olga Alvelo, redatora chefe de cultura e sociedade)
- Isabel Risco (Sabela Otero, bolseira em práticas)
- Xulio Abonjo (Paulo Castro, repórter)
- Xacobo Prieto (Lois Cedeira, fotógrafo)
- Marcos Orsi (Wilson Alves, diretor comercial)
- Belén Constenla (Celsa Budinho, limpadora)
- Alfonso Agra (Urbano Puga, empresário e antigo "narco")
- Manuel Regueiro (Adrião, namorado da Eva)
- Maxo Barjas (Célia Lago, mulher do Caride)

### Abandonaram
- Fernando Morán (Alfredo Canido, editor e dono do jornal)

## Episódios e audiências
| PRIMEIRA TEMPORADA |                                                |                        |         |       |
| 1                  | "O centenário"                                 | 17 de setembro de 2009 | 120.000 | 12,7% |
| 2                  | "O melhor ofício do mundo"                     | 24 de setembro de 2009 | s/d     | s/d   |
| 3                  | "O racismo vende jornais"                      | 1 de outubro de 2009   | 121.000 | 11,1% |
| 4                  | "Também estamos no negócio"                    | 6 de outubro de 2009   | s/d     | s/d   |
| 5                  | "Uma foto topada num táxi"                     | 13 de outubro de 2009  | 71.000  | 7,6%  |
| 6                  | "Gasóleo, restos de peixe e pintura de barcos" | 20 de outubro de 2009  | 87.000  | 8,5%  |
| 7                  | "A melhor maneira de começar o dia"            | 27 de outubro de 2009  | 96.000  | 9,6%  |
| 8                  | "Um narcotraficante aborrecido"                | 3 de novembro de 2009  | 110.000 | 11,3% |
| 9                  | "São só negócios"                              | 10 de novembro de 2009 | 59.000  | 5,8%  |
| 10                 | "Uma botelha de rum"                           | 17 de novembro de 2009 | 138.000 | 13,5% |
| 11                 | "Pôde ser bonito, mui bonito"                  | 24 de novembro de 2009 | 73.000  | 7,8%  |
| 12                 | "Lisboa"                                       | 1 de dezembro de 2009  | 120.000 | 10,9% |
| 13                 | "O viguês do ano"                              | 8 de dezembro de 2009  | 107.000 | 10,2% |

## Premios e indicações

### Prémios Mestre Mateo
| Ano  | Categoria                 | Pessoa/s                      | Resultado  |
| ---- | ------------------------- | ----------------------------- | ---------- |
| 2009 | Melhor série de televisão | Melhor série de televisão     | Nomeada    |
| 2009 | Melhor realização         | Marta Piñeiro Alfonso Zarauza | Ganhadores |
| 2009 | Melhor música original    | Piti Sanz Iván Laxe           | Ganhadores |